# منتخب الأرجنتين لكرة الماء
منتخب الأرجنتين الوطني لكرة الماء هو المنتخب الذي يمثل الأرجنتين في منافسات كرة الماء للرجال، ويقوم اتحاد الأرجنتين للسباحة بإدارة شؤونه.